# Apache megye
Apache megye az Amerikai Egyesült Államokban, azon belül Arizona államban található. Megyeszékhelye St. Johns, legnagyobb városa Eager. Lakosainak száma 66 021 fő (2020. április 1.). Apache megye San Juan, Greenlee, Graham, McKinley, Navajo, Cibola, Montezuma, Catron és San Juan megyékkel határos.

## Népesség
A megye népességének változása:
| Lakosok száma | 71 749 | 72 349 | 72 852 | 71 934 | 71 474 | 66 021 |
|               | 2010   | 2011   | 2012   | 2013   | 2015   | 2020   |